# Crazy Train
«Crazy Train» — песня, написанная Оззи Осборном, Рэнди Роадсом и Бобом Дейсли. Была выпущена как первый сингл Осборна в 1980 году для дебютного альбома Blizzard of Ozz. Песня была написана в 1980 году и позже была включена в концертный альбом Tribute, выпущенный 19 марта 1987 года. Концертный вариант песни был впервые выпущен как сингл 10 февраля 1987 года. Несмотря на небольшие достижения в чартах, песня считается визитной карточкой Оззи и классикой рока и хэви-метала до сегодняшних дней.

## История создания
Существуют разные мнения об авторстве риффа Crazy Train. «Мы однажды тусовались вместе, и я показал Рэнди рифф Swingtown Стива Миллера», — рассказывает Грег Леон из Quiet Riot. «Я сказал: „Посмотри, что происходит, когда ты ускоряешь этот рифф“. Мы провозились немного с этим, и следующее, что я знаю, это то, что он вывел рифф на совершенно другой уровень».
Боб Дэйсли вспоминает, что «этот фирменный рифф в F#-minor от Crazy Train придумал Рэнди, затем я написал партию соло для него, а у Оззи была вокальная мелодия. Название пришло потому, что у Рэнди был эффект, который издавал психоделический звук через его усилитель. Мы с Рэнди были любителями поездов, и я сказал: „Это звучит как сумасшедший поезд“. У Оззи была такая поговорка: „Ты сошел с рельсов!“ („You’re off the rails!“). Так что я использовал это в тексте песни».

## Каверы и другие медиа

### Кавер версии
«Crazy Train» исполняли:
- Iron Horse
- Nightwish
- Bullet for My Valentine
- Пэт Бун
- Skid Row
- Jason Heath & The Greedy Souls — на альбоме «The Vain Hope of Horse» с участием Кида Лайтнинга (Kid Lightning).
- Fun Lovin’ Criminals — (альбом Mimosa)
- The Flys — саундтрек к фильму Универсальный солдат 2: Возвращение[5].
- Michael Angelo Batio — композиция «Tribute to Randy» с альбома «Hands Without Shadows». Включает в себя инструментальный кавер «Crazy Train» и части «Mr. Crowley».
- Баптистская церковь Вестборо — переписала текст песни и исполняла её на митинге протеста против геев 7 октября 2010 года. Комментируя эту акцию Осборн заявил: «Меня тошнит и воротит от использования '„Crazy Train“ для пропаганды злобы и ненависти 'церковью'.»[6]

#### Фрагменты
Фрагменты «Crazy Train» были использованы в следующих песнях:
- «Undead» в исполнении Hollywood Undead[7].
- «Let’s Go» в исполнении Trick Daddy[8].
- «Pipe Medley» в исполнении Blue Man Group[9].

### Другие медиа
- Песня звучит в фильме «Призрачный гонщик»[10].
- Используется в музыкальных видео-играх Guitar Hero World Tour и Rock Band 3.
- Фрагмент использовался для рекламы игры World of Warcraft.
- Песня вместе с другим хитом Оззи — «Let Me Hear You Scream» используется в игре Madden NFL 11.
- В 1999 году была использована в рекламе автомобиля Mitsubishi[11].
- Песня использована в качестве рингтона на телефоне главной героини в фильме "Alyce" (2011)
- С 8 сентября 2015 года является неофициальной боевой песней и вступительным гимном в ходе домашних игр и матчей Супербоула для команды НФЛ Нью-Ингленд Пэтриотс[12][13].

## Достижения и награды
- Первый рифф в тональности Фа-диез минор и гитарное соло в исполнении Рэнди Роадса было высоко оценено[14].
- Песня занимала 49-е место в чартах Великобритании[15].
- Песня достигла девятого места в Billboard Top Tracks[16].
- Официальный рингтон на 1 сентября 2010 года был скачан 1 750 000 раз и вышел на 13 место[17].
- Песня включается почти во все сольные сборники Осборна[18].
- По результатам опроса читателей издательства TeamRock гитарный рефрен «Crazy Train» в 2017 году вошёл в число двадцати величайших гитарных риффов всех времён[19].
- Песня заняла 9-е место среди 40 величайших метал-песен по версии VH1[20] и в 2009 году стала 23 в списке величайших песен хард-рока за все времена[21], при этом песня заняла наивысший результат среди соло-исполнителей.
- Песня заняла 3-е место в списке 50 лучших метал песен всех времён по версии компании производителя гитар Gibson[22].
- В марте 2023 года группа авторов американского издания Rolling Stone включила композицию в список «100 величайших хеви-метал песен всех времён». В этом рейтинге она заняла 6-ю позицию[23].

## Участники записи
- Оззи Осборн — вокал
- Рэнди Роадс — гитара
- Боб Дейсли — бас-гитара
- Ли Керслейк — ударные
- Дон Эйри — клавишные
- Линдсей Бриджуотер — клавишные в 1987 году